# Lucky Luke, el intrépido
"Lucky Luke, el intrépido" (títulos originales en francés: Lucky Luke y Daisy Town) es una película de animación franco-belga de 1971 dirigida por René Goscinny y Morris, y producida por Belvision y Dargaud Films. La película está basada en la serie de cómics de Morris y fue la primera película en la franquicia Lucky Luke. Esta película animada de 1971 también sigue una trama original, pero incorpora muchos personajes y elementos de libros publicados anteriormente.
En España, la película se estrenó en cines el 18 de diciembre de 1972 (bajo la distribución de C.B. Films), y se estrenó con doblaje al español latino. En 2005, la película fue doblada al castellano para su lanzamiento en DVD (distribuida por Filmax).

## Argumento[5]
Más allá de las llanuras, un grupo de viajeros encuentra una solitaria margarita en medio del desierto. El líder de la expedición decide construir una ciudad en el nuevo lugar y llamarla, en honor a la flor, Daisy Town. Poco a poco empiezan a abundar las casas, construyen un banco, un salón, una funeraria, una prisión... La ciudad ha nacido. Por desgracia, la tranquilidad que se respira en el nuevo lugar es enturbiada con la llegada de los hermanos Dalton: Joe, William, Jack y Averel Dalton, unos malhechores que no tardan en sembrar el pánico en Daisy Town, convirtiéndola en una ciudad sin ley. Para restaurar la ley y el orden, aparece Lucky Luke, un vaquero conocido por ser "más rápido que su propia sombra". Dispuesto a acabar con el crimen, la violencia y las injusticias, planta cara a los hermanos Dalton. Sin embargo, los villanos no están dispuestos a marcharse tan fácilmente...

## Reparto[6][7]
| Personaje                     | Actor original                               | Actor de doblaje               | Actor de doblaje                | Actor de doblaje                                   |
| Personaje                     | Actor original                               | Original (cine)                | Redoblaje (televisión)          | Castellano (DVD)                                   |
| ----------------------------- | -------------------------------------------- | ------------------------------ | ------------------------------- | -------------------------------------------------- |
| Narrador (Jolly Jumper)       | Jean Berger                                  | Rafael Llamas                  | Humberto Vélez                  | Jordi Varela                                       |
| Lucky Luke                    | Marcel Bozzuffi                              | Rafael del Rio                 | Jorge Roig Jr.                  | Paco Gázquez                                       |
| Joe Dalton                    | Pierre Trabaud                               | Víctor Manuel Castro Arozamena | ???                             | Vicente Gil                                        |
| William Dalton                | Jacques Balutin                              | Arturo Mercado                 | ???                             | Alfonso Vallés                                     |
| Jack Dalton                   | Jacques Jouanneau                            | Luis Bayardo                   | ???                             | Carlos Vicente                                     |
| Averell Dalton                | Pierre Tornade                               | Francisco Colmenero            | ???                             | Joaquín Gómez                                      |
| El alcalde                    | Jacques Fabbri                               | Rubens Medel                   | César Arias                     | Félix Benito                                       |
| Banquero                      | Jacques Legras                               | Guillermo Álvarez Bianchi      | ???                             | Albert Vilcan                                      |
| El enterrador (Mathias Bones) | Roger Carel                                  | Rubens Medel                   | ???                             | Claudi García                                      |
| Buitre                        | Roger Carel                                  | Francisco Colmenero            | ???                             | Francesc Rocamora                                  |
| Barman                        | George Atlas                                 | ???                            | ???                             | Ignacio Latorre                                    |
| Clem                          | Jacques Bodoin                               | José Manuel Rosano             | ???                             | ???                                                |
| Betsy                         | Denise Bosc                                  | Diana Santos                   | ???                             | ???                                                |
| Jefe indio                    | Claude Dasset                                | Francisco Colmenero            | ???                             | Ignacio Latorre                                    |
| Capitán de la caballería      | Roger Carel                                  | Rafael Llamas                  | ???                             | Albert Vilcan                                      |
| Sargento de la caballería     | Jacques Hilling                              | Rubens Medel                   | ???                             | Francesc Rocamora                                  |
| Estafador de las cartas       | ???                                          | ???                            | Jorge Ornelas                   | ???                                                |
| Dueño del hotel               | Roger Carel                                  | ???                            | ???                             | Albert Vilcan                                      |
| Bandido                       | ???                                          | ???                            | ???                             | Ignacio Latorre                                    |
| El cantante de Cuadrilla      | Gérald Rinaldi                               | José Manuel Rosano             | ???                             | Vicente Gil                                        |
| Lulu Carabine                 | Rosy Varte (voz) Nicole Croisille (cantando) | ???                            | ???                             | Anna Orra                                          |
| Voces adicionales             | Pierre Tchernia, Roger Carel y André Legal   | ???                            | Jorge Ornelas y Sergio Castillo | Ignacio Latorre, Francesc Rocamora y Albert Vilcan |